# ان‌جی‌سی ۷۵۱۰
ان‌جی‌سی ۷۵۱۰ (انگلیسی: NGC 7510) یک خوشه باز از ستارگان است که در فاصله ۱۱۴۰۰ سال نوری از زمین در صورت فلکی قیفاووس، در نزدیکی مرز با ذات‌الکرسی جای دارد.